# Рятівний кидок
У рольових і воєнних іграх рятівний кидок (також називається ряткидком або рятунком) — це кидок кісток, який відображує спробу протидіяти певному згубному ефекту (чарам, пастці, отруті, хворобі тощо). Зазвичай гравець не вирішує зробити рятівний кидок; він змушений його зробити, бо його персонаж або підрозділ опиняється у загрозливих обставинах. Термін вперше був використаний у книзі Дональда Ф. Фезерстоуна «Воєнні ігри» (англ. "War Games").
Оскільки рятівні кидки (англ. saving throw) представляють здатність персонажа уникнути чи протистояти загрозі, вони часто модифікуються відповідними атрибутами, такими як: Спритність, Статура, Мудрість чи Удача. Іноді кидок також дає шанс пробити броню, яку носить персонаж/підрозділ, і тому гравці можуть або кинути для «порятунку броні» (як це часто буває), або для «порятунку захисту» чи «порятунку невразливості» підрозділу, якщо це можливо (це найбільш помітно в Warhammer Fantasy та Warhammer 40,000). Магічне спорядження або заклинання також можуть модифікувати значення рятівних кидків. Успішний рятівний кидок зазвичай або зводить нанівець, або знижує ефективність того, від чого рятується гравець.
Рятівні кидки представлені у вигляді числового значення, яке часто змінюється з підвищенням досвіду персонажа. Для того, щоб успішно виконати кидок, персонаж повинен кинути кістки — часто одну двадцятигранну кістку («d20») або три шестигранні кістки («3d6») — досягнувши результату на основі обчисленого значення рятівного кидка, яке порівнюється зі значенням успіху. У різних системах рольових ігор кидок і/або значення успіху можуть мати модифікатори, які додаються або віднімаються для визначення результату.
Ігровий майстер також може дозволити бонус до рятівного кидка персонажам гравців, які вигадали творчий спосіб захистити себе.
Деякі ігри досягають подібного випадкового результату за допомогою інших механізмів, зокрема розіграшу карток, простих змагань на удачу або використання таблиць випадкових результатів.